# Аутоматско оружје
Аутоматско оружје је општи назив за ватрено оружје које по опаљењу метка избацује празну чауру, убацује у цев следећи метак и врши његово опаљење, стварајући тако затворени циклус.

## Механизам дејства
Већину система аутоматског оружја покреће енергија настала при опаљењу метка, било да се заснива на трзању цеви, трзању затварача или позајмици барутних гасова, али постоје и типови са спољним погоном, као што су рецимо оружја Гатлинговог система, који може бити механички, електрични или хидраулични. Ова врста аутоматског оружја је најчешће већег калибра и користи се код борбених летелица и бродова. 
Аутоматско оружје карактеришу рафална паљба велике брзине, која се креће и до више хиљада метака у минути и пуњење помоћу магацина великог капацитета или реденика.

## Врсте
Као и остало ватрено оружје, и аутоматско се према калибру и тактичко - техничким особинама дели на:
- Артиљеријско
- Стрељачко

Према врсти се дели на:
- Машинске пиштоље
- Аутомате
- Јуришне или аутоматске пушке
- Аутоматске или борбене сачмаре
- Митраљезе
- Аутоматске топове.

## Законска ограничења
У већини земаља аутоматско оружје могу поседовати само државни органи, као што су војска и полиција, док његово приватно поседовање није могуће. У земљама у којима је то могуће, за ову врсту оружја важе посебна ограничења.